# Ethnikos Olympiakos Volos FC
Ethnikos Olympiakos Volos FC (Grieks: Α.Σ. Ολυμπιακός Βόλου), is een Griekse voetbalclub uit de stad Volos.
De club speelde lange tijd in de lagere divisies en speelde enkele seizoenen in de jaren '60, '70 en '89 op het hoogste niveau. In 2008 fuseerden ASK Olympiakos Volos en Ethnikos Olympiakos Volos. In 2010 werd de fusieclub kampioen in de Beta Ethniki en promoveerde naar de Alpha Ethniki. Op 28 juli 2011 werd de club wegens omkoping door de Griekse voetbalbond teruggezet naar de Beta Ethniki. De club ging in eerste instantie succesvol in beroep maar later werd de club naar de Delta Ethniki, het vierde niveau, teruggezet. Ook werd de voorzitter van de club levenslang geschorst en trok de Griekse voetbalbond de club terug uit de UEFA Europa League. De club weigerde om op het vierde seizoen uit te komen en na een seizoen zonder competitie werd de club na een beroepsprocedure voor het seizoen 2012/13 toegelaten tot de Beta Ethniki. In 2016 degradeerde de club.
De club speelt haar thuiswedstrijden in het gemeentelijk stadion EAK Volos, daarvoor speelde het ook enkele seizoenen in het Panthessalikostadion.

## Olympiakos Volos in Europa
#Q = #kwalificatieronde, T/U = Thuis/Uit, W = Wedstrijd, PUC = punten UEFA coëfficiënten .
Uitslagen vanuit gezichtspunt Ethnikos Olympiakos Volos FC
| Seizoen | Competitie    | Ronde | Land               | Club              | Totaalscore | 1e W    | 2e W    | PUC |
| ------- | ------------- | ----- | ------------------ | ----------------- | ----------- | ------- | ------- | --- |
| 2011/12 | Europa League | 2Q    | Vlag van Servië    | FK Rad            | 2-1         | 1-0 (U) | 1-1 (T) | 3,5 |
|         |               | 3Q    | Vlag van Luxemburg | FC Differdange 03 | 6-0 *       | 3-0 (U) | 3-0 (T) | 3,5 |

Totaal aantal punten voor UEFA-coëfficiënten: 3,5
* Doordat Ethnikos Olympiakos Volos door de Griekse bond teruggetrokken is uit de Europa league vanwege het omkoopschandaal in de Griekse competitie, speelt FC Differdange 03 de play-offronde.